# Riksserien 2008/2009
Riksserien 2008/2009 var den andra upplagan av Riksserien, damernas högsta serie i ishockey. Serien bestod från början av åtta lag men inför säsongen 2008/2009 hade Skellefteå AIK och Växjö Lakers Ladies lagt ned sina damlag i ishockey och därmed innehöll serien bara sex lag denna säsong. Lagen mötte varandra hemma och borta två gånger, vilket gav 20 omgångar, som spelades under perioden 4 oktober 2008 – 1 mars 2009. Lag 1–2 gick direkt till semifinal, medan lag 3–6 gick till åttondelsfinaler mot segrarna från respektive regional serie, segrarna i åttondelarna möttes sen i kvartsfinaler.
Den 5 oktober vann Brynäs över Leksand med 1–0 efter förlängning och straffar, vilket var den första matchen i Riksseriens historia. Maria Rooth, AIK, vann poängligan på 40 poäng (18 mål + 22 assist). AIK vann SM-guldet efter seger med 5–0 mot Segeltorps IF i finalen. Bronset vann Modo Hockey efter seger mot Brynäs IF  med 3–1.

## Sluttabell
| Nr | Lag             | S  | V  | O | F | ÖV | ÖF | SV | SF | GM | IM | MS  | P  |
| -- | --------------- | -- | -- | - | - | -- | -- | -- | -- | -- | -- | --- | -- |
| 1  | Segeltorps IF   | 20 | 16 | 1 | 3 | 0  | 0  | 1  | 0  | 82 | 36 | +46 | 50 |
| 2  | AIK             | 20 | 15 | 2 | 3 | 0  | 0  | 0  | 2  | 97 | 41 | +56 | 47 |
| 3  | Modo Hockey Dam | 10 | 7  | 2 | 1 | 1  | 0  | 1  | 0  | 54 | 66 | −12 | 25 |
| 4  | Brynäs IF       | 11 | 6  | 4 | 1 | 0  | 1  | 2  | 1  | 41 | 70 | −29 | 24 |
| 5  | Linköpings HC   | 10 | 6  | 3 | 1 | 0  | 1  | 1  | 1  | 53 | 69 | −16 | 22 |
| 6  | Leksands IF     | 6  | 3  | 2 | 1 | 1  | 0  | 0  | 1  | 45 | 90 | −45 | 12 |

## Matchöversikt
| Hemma \ Borta | AIK           | BIF           | LIF           | LHC           | MODO    | SIF     |
| AIK           | —             | 5–0 9–1       | 6–2 4–1       | 1–2 (str) 5–1 | 4–0 2–3 | 1–4 2–1 |
| Brynäs IF     | 2–1 1–6       | —             | 1–0 (str) 4–0 | 5–1 0–2       | 1–5 3–4 | 0–5 4–3 |
| Leksands IF   | 2–8 0–7       | 2–3 3–2 (sd)  | —             | 3–4 2–5       | 3–4 5–3 | 2–7 4–6 |
| Linköpings HC | 2–6 5–6       | 4–0 4–5 (str) | 6–1 5–7       | —             | 1–3 5–3 | 0–2 0–5 |
| Modo Hockey   | 4–8 4–5       | 1–2 4–3 (str) | 3–4 5–2       | 4–1 2–1 (sd)  | —       | 0–4 0–3 |
| Segeltorps IF | 2–8 4–3 (str) | 6–3 5–1       | 3–0 4–2       | 3–2 6–2       | 3–1 6–1 | —       |

### Matcher
| Datum Match Resultat Publik Arena Oktober - Omgång 11 lördag 4 oktober 2008 Modo Hockey–Linköpings HC 2–1 (0–0, 1–0, 0–1, 1–0) Kempehallen - Omgång 1 söndag 5 oktober 2008 Modo Hockey–Linköpings HC 4–1 (0–0, 3–0, 1–1) Kempehallen - Omgång 1 söndag 5 oktober 2008 AIK–Segeltorps IF 1–4 (0–2, 0–1, 1–1) Ritorps Ishall - Omgång 1 söndag 5 oktober 2008 Brynäs IF–Leksands IF 1–0 (0–0, 0–0, 0–0, 0–0, 1–0) Läkerol Arena - Omgång 2 tisdag 7 oktober 2008 Segeltorps IF–Brynäs IF 6–3 (2–2, 2–1, 2–0) Segeltorpshallen - Omgång 2 tisdag 7 oktober 2008 Linköpings HC–AIK 2–6 (0–1, 1–4, 1–1) Stångebro Ishall - Omgång 3 söndag 12 oktober 2008 Leksands IF–Segeltorps IF 2–7 (1–3, 1–2, 0–2) Ejendals Arena - Omgång 3 söndag 12 oktober 2008 AIK–Modo Hockey 4–0 (1–0, 3–0, 0–0) Ritorps Ishall - Omgång 3 söndag 12 oktober 2008 Brynäs IF–Linköpings HC 5–1 (1–1, 2–0, 2–0) Läkerol Arena - Omgång 4 tisdag 14 oktober 2008 AIK–Leksands IF 6–2 (0–2, 5–0, 1–0) Ritorps Ishall - Omgång 4 tisdag 14 oktober 2008 Modo Hockey–Brynäs IF 1–2 (0–0, 0–0, 1–2) Kempehallen - Omgång 4 tisdag 14 oktober 2008 Linköpings HC–Segeltorps IF 0–2 (0–0, 0–2, 0–0) Stångebro Ishall - Omgång 5 söndag 19 oktober 2008 Leksands IF–Linköpings HC 3–4 (1–1, 1–1, 1–2) Ejendals Arena - Omgång 5 söndag 19 oktober 2008 Brynäs IF–AIK 2–1 (1–0, 0–1, 1–0) Läkerol Arena - Omgång 6 lördag 25 oktober 2008 Leksands IF–Brynäs IF 2–3 (0–2, 2–0, 0–1) Ejendals Arena - Omgång 6 lördag 25 oktober 2008 Segeltorps IF–AIK 2–8 (1–2, 0–3, 1–3) Segeltorpshallen - Omgång 6 lördag 25 oktober 2008 Linköpings HC–Modo Hockey 1–3 (0–0, 0–1, 1–2) Stångebro Ishall - Omgång 16 söndag 26 oktober 2008 Linköpings HC–Modo Hockey 5–3 (2–0, 1–1, 2–2) Stångebro Ishall November - Omgång 7 torsdag 13 november 2008 AIK–Linköpings HC 1–2 (0–0, 1–0, 0–1, 0–0, 0–1) Ritorps Ishall - Omgång 7 torsdag 13 november 2008 Brynäs IF–Segeltorps IF 0–5 (0–1, 0–3, 0–1) Läkerol Arena - Omgång 8 söndag 16 november 2008 Linköpings HC–Brynäs IF 4–0 (1–0, 2–0, 1–0) Stångebro Ishall - Omgång 8 söndag 16 november 2008 Modo Hockey–AIK 4–8 (2–1, 1–4, 1–3) Modo-Hallen - Omgång 8 söndag 16 november 2008 Segeltorps IF–Leksands IF 3–0 (1–0, 0–0, 2–0) Segeltorpshallen - Omgång 9 tisdag 18 november 2008 Brynäs IF–Modo Hockey 1–5 (0–1, 1–2, 0–2) Läkerol Arena - Omgång 9 tisdag 18 november 2008 Leksands IF–AIK 2–8 (1–2, 1–1, 0–5) Ejendals Arena - Omgång 9 tisdag 18 november 2008 Segeltorps IF–Linköpings HC 3–2 (1–0, 1–0, 1–2) Segeltorpshallen - Omgång 10 söndag 23 november 2008 Linköpings HC–Leksands IF 6–1 (0–0, 2–0, 4–1) Stångebro Ishall - Omgång 10 söndag 23 november 2008 AIK–Brynäs IF 5–0 (2–0, 1–0, 2–0) Ritorps Ishall - Omgång 11 tisdag 25 november 2008 AIK–Segeltorps IF 2–1 (0–0, 2–0, 0–1) Ritorps Ishall - Omgång 11 tisdag 25 november 2008 Brynäs IF–Leksands IF 4–0 (0–0, 1–0, 3–0) Läkerol Arena - Omgång 17 lördag 29 november 2008 Modo Hockey–Leksands IF 5–2 (1–0, 1–0, 3–2) Kempehallen - Omgång 12 söndag 30 november 2008 Modo Hockey–Leksands IF 3–4 (0–3, 2–0, 1–1) Modo-Hallen | - Omgång 12 söndag 30 november 2008 Linköpings HC–AIK 5–6 (0–3, 2–2, 3–1) Stångebro Ishall - Omgång 12 söndag 30 november 2008 Segeltorps IF–Brynäs IF 5–1 (1–1, 0–0, 4–0) Segeltorpshallen December - Omgång 13 tisdag 2 december 2008 Brynäs IF–Linköpings HC 0–2 (0–1, 0–0, 0–1) Läkerol Arena - Omgång 13 tisdag 16 december 2008 Leksands IF–Segeltorps IF 4–6 (1–0, 1–4, 2–2) Ejendals Arena Januari - Omgång 14 tisdag 13 januari 2009 Segeltorps IF–Linköpings HC 6–2 (1–0, 2–0, 3–2) Segeltorpshallen - Omgång 14 onsdag 14 januari 2009 Leksands IF–AIK 0–7 (0–1, 0–3, 0–3) Ejendals Arena - Omgång 13 lördag 17 januari 2009 AIK–Modo Hockey 2–3 (0–2, 0–1, 2–0) Ritorps Ishall - Omgång 15 söndag 18 januari 2009 Leksands IF–Linköpings HC 2–5 (1–1, 0–4, 1–0) Ejendals Arena - Omgång 15 söndag 18 januari 2009 Segeltorps IF–Modo Hockey 6–1 (2–0, 1–0, 3–1) Segeltorpshallen - Omgång 15 söndag 18 januari 2009 Brynäs IF–AIK 1–6 (1–2, 0–2, 0–2) Läkerol Arena - Omgång 2 lördag 24 januari 2009 Leksands IF–Modo Hockey 3–4 (2–3, 1–1, 0–0) Ejendals Arena - Omgång 7 söndag 25 januari 2009 Leksands IF–Modo Hockey 5–3 (2–0, 2–1, 1–2) Ejendals Arena - Omgång 16 tisdag 20 januari 2009 Leksands IF–Brynäs IF 3–2 (1–1, 0–0, 1–1, 1–0) Ejendals Arena - Omgång 16 tisdag 20 januari 2009 Segeltorps IF–AIK 4–3 (1–2, 1–1, 1–0, 0–0, 1–0) Segeltorpshallen - Omgång 17 söndag 25 januari 2009 AIK–Linköpings HC 5–1 (2–0, 2–0, 1–1) Ritorps Ishall - Omgång 17 söndag 25 januari 2009 Brynäs IF–Segeltorps IF 4–3 (2–1, 2–0, 0–2) Läkerol Arena Februari - Omgång 18 söndag 1 februari 2009 Linköpings HC–Brynäs IF 4–5 (1–2, 2–2, 1–0, 0–0, 0–1) Stångebro Ishall - Omgång 18 söndag 1 februari 2009 Modo Hockey–AIK 4–5 (1–2, 2–2, 1–1) Modo-Hallen - Omgång 14 lördag 7 februari 2009 Modo Hockey–Brynäs IF 4–3 (1–0, 2–0, 0–3, 0–0, 1–0) Kempehallen - Omgång 18 lördag 7 februari 2009 Segeltorps IF–Leksands IF 4–2 (1–1, 1–0, 2–1) Segeltorpshallen - Omgång 5 lördag 21 februari 2009 Segeltorps IF–Modo Hockey 3–1 (1–1, 2–0, 0–0) Segeltorpshallen - Omgång 19 söndag 22 februari 2009 Linköpings HC–Segeltorps IF 0–5 (0–1, 0–0, 0–4) Stångebro Ishall - Omgång 19 söndag 22 februari 2009 Brynäs IF–Modo Hockey 3–4 (2–2, 1–1, 0–1) Läkerol Arena - Omgång 19 söndag 22 februari 2009 AIK–Leksands IF 4–1 (2–1, 2–0, 0–0) Ritorps Ishall - Omgång 10 lördag 28 februari 2009 Modo Hockey–Segeltorps IF 0–4 (0–0, 0–2, 0–2) Modo-Hallen Mars - Omgång 20 söndag 1 mars 2009 Modo Hockey–Segeltorps IF 0–3 (0–0, 0–1, 0–2) Modo-Hallen - Omgång 20 söndag 1 mars 2009 Linköpings HC–Leksands IF 5–7 (3–3, 1–1, 1–3) Stångebro Ishall - Omgång 20 söndag 1 mars 2009 AIK–Brynäs IF 9–1 (3–1, 2–0, 4–0) Ritorps Ishall |

## Poängligan
Not: SM = Spelade matcher, M = Mål, A = Assists, Pts = Poäng
| Spelare             | Lag           | SM | M  | A  | Pts |
| ------------------- | ------------- | -- | -- | -- | --- |
| Maria Rooth         | AIK           | 20 | 18 | 22 | 40  |
| Erika Holst         | Segeltorps IF | 18 | 19 | 20 | 39  |
| Isabelle Jordansson | AIK           | 17 | 10 | 19 | 29  |
| Maritta Becker      | AIK           | 19 | 14 | 13 | 27  |
| Josefine Jakobsen   | Segeltorps IF | 20 | 14 | 13 | 27  |
| Kathrin Lehmann     | AIK           | 16 | 11 | 15 | 26  |
| Denise Altmann      | Linköpings HC | 20 | 16 | 9  | 25  |
| Katarina Timglas    | AIK           | 18 | 10 | 13 | 23  |
| Line Bialik Öien    | Segeltorps IF | 18 | 8  | 14 | 22  |
| Erika Grahm         | Modo Hockey   | 20 | 10 | 10 | 20  |
| Helene Martinsen    | Segeltorps IF | 18 | 6  | 14 | 20  |

## SM-slutspel
Not: Åttondelsfinalerna och kvartsfinalerna avgjordes i bäst av tre matcher, medan semifinalerna, bronsmatchen och finalen avgjordes i en enda match, vilka spelades i Arena Jernvallen i Sandviken under helgen 21 och 22 mars 2009.

## Poängligan i slutspelet
Not: SM = Spelade matcher, M = Mål, A = Assists, Pts = Poäng
| Spelare          | Lag           | SM | M | A | Pts |
| ---------------- | ------------- | -- | - | - | --- |
| Angelica Östlund | Brynäs IF     | 7  | 7 | 5 | 12  |
| Angelica Lorsell | Brynäs IF     | 7  | 4 | 7 | 11  |
| Sophie Westlund  | Linköpings HC | 5  | 6 | 3 | 9   |
| Anna Borgqvist   | Leksands IF   | 5  | 6 | 2 | 8   |
| Denise Altmann   | Linköpings HC | 5  | 4 | 4 | 8   |
| Emma Eliasson    | Brynäs IF     | 7  | 4 | 4 | 8   |
| Klara Myrén      | Leksands IF   | 5  | 3 | 4 | 7   |
| Frida Nevalainen | Modo Hockey   | 7  | 1 | 6 | 7   |

Not: Ingen spelare från finallagen fanns med bland dom 25 bästa i slutspelets poängliga under våren 2009. Men då spelade AIK och Segeltorp bara två slutspelsmatcher också.

## Kval till Riksserien
- Kval till Riksserien i ishockey 2009